# حسین رسولی
حسین رسولی (زادهٔ ۱ دی ۱۳۷۸) ورزشکار پرتاب دیسک اهل ایران است که سابقهٔ نائب قهرمانی در مسابقات دو و میدانی ایران در ۲۰۲۲ و قهرمانی در مسابقات دو و میدانی جوانان آسیا در ۲۰۱۸ را در کارنامه دارد.
رسولی در مهر ۱۴۰۲ با با پرتاب ۶۲٫۰۴ بالاتر از احسان حدادی قهرمان بازی‌های آسیایی ۲۰۲۲ شد.

## اتهام تجاوز جنسی
بر اساس گزارش‌های ایندیپندنت فارسی در خرداد ۱۴۰۴، مسعود کامران پس از پایان مسابقات قهرمانی دوومیدانی آسیا ۲۰۲۵ در شهر گومی، کره جنوبی، به همراه چند ملی‌پوش دیگر به یک میخانه رفت و با زن ۲۰ ساله کره‌ای آشنا شد که سپس به هتل آورده شد. پس از آن رسولی و امیر مرادی هم وارد اتاق کامران شدند و قربانی در حمام اتاق به‌طور مخفیانه با پلیس تماس گرفت. وقتی پلیس وارد اتاق شد، امیر زمان‌پور هم داخل اتاق‌شان بود و بازداشت شد. چهار متهم در زمان ارتکاب جرم ادعایی به شدت مست بوده‌اند و در بازداشت به سر می‌برند، و در انتظار برگزاری دادگاه هستند که احتمالاً با احکام سنگین حبس همراه خواهد بود.